# 刘青松 (解放军)
刘青松（1963年11月—），山东章丘人，中国人民解放军海军上将。

## 简历
曾任空军航空兵师政治部主任、副政委、政委，广州军区空军政治部副主任、空军武汉指挥所政委。2016年1月，任北部战区空军政治工作部主任。2017年1月，转任空军政治工作部副主任。2018年7月，升任东部战区海军政治委员兼东部战区副政治委员。2022年1月，升任北部战区政治委员。2023年6月，回调东部战区，任政治委员。
2014年7月，晋升空军少将军衔。2019年6月，晋升海军中将军衔。2022年1月，晋升海军上将军衔。